# Russia sotto Caterina II

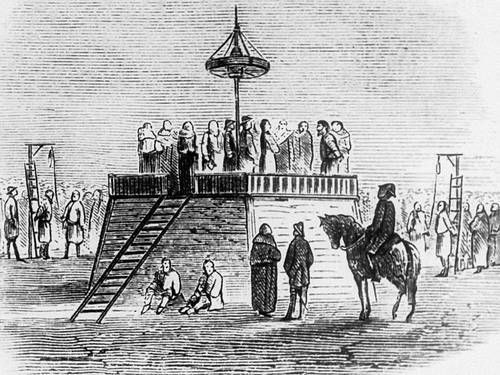
Decapitazione di Emel'jan Ivanovič Pugačëv

Il regno di Caterina II (1762-1796) si denota per l'espansione territoriale, che porta l'impero ad acquisire nuove terre a sud e ad ovest, e per il consolidamento interno.

## La guerra russo-turca
Con il trattato di Küçük Kaynarca  del 1774, che mette fine alla guerra scoppiata nel 1768 con l'Impero ottomano, l'Impero russo ottiene uno sbocco sul mar Nero ed i tartari di Crimea divengono indipendenti da Costantinopoli.
Nel 1783 Caterina annette la Crimea facendo così scoccare la scintilla di una nuova guerra russo-turca. Questa inizia nel 1787 e si conclude con il trattato di Iași del 1792 grazie a cui la Russia si espande a sud del fiume Nistro. I termini del trattato sembrano avvicinare il compimento di quello che Caterina chiama "progetto greco" ossia l'espulsione degli Ottomani dall'Europa ed il rinnovamento dell'Impero Bizantino sotto controllo russo. Anche nella regione balcanica l'Impero ottomano, ormai in crisi,  deve tollerare la sempre maggior influenza russa.

## La conquista della Polonia, Ucraina e Bielorussia
L'espansione russa verso ovest si realizza come risultato della spartizione della Polonia. Nel XVIII secolo con l'indebolimento del potere centrale ciascuno degli stati confinanti (Russia, Prussia ed Austria) cercano di mettere sul trono un proprio candidato. Nel 1772 le tre nazioni decidono una prima spartizione del territorio polacco con cui la Russia riceve parte della Bielorussia e la Livonia. Dopo questa  spartizione la Polonia tenta una profonda riforma interna, riforma  che include la concessione di una costituzione, atto che allarma i reazionari sia in Polonia che in Russia.
Usando la scusa del pericolo del radicalismo le tre potenze confinanti abrogano la costituzione polacca e nel 1793 si spartiscono un'ulteriore parte del restante territorio polacco. La Russia acquista la maggior parte della Bielorussia e l'Ucraina ad ovest del fiume Dnepr. La Polonia reagisce con un'insurrezione anti-russa ed anti-prussiana che termina nel 1795 con la definitiva scomparsa della Polonia stessa come unità autonoma.
Benché la spartizione della Polonia aggiunga territori e prestigio alla Russia essa crea anche tutta una serie di nuove difficoltà. La scomparsa della Polonia fa scomparire il cuscinetto di confine, ad ovest, e quindi ora la Russia si trova direttamente in contatto con Prussia ed Austria. In più l'impero diventa etnicamente eterogeneo comprendendo ora un grande numero di polacchi, ucraini, bielorussi ed ebrei. 
Diversa è la situazione dei polacchi che oltre al risentimento per la perdita dell'indipendenza  risentono fortemente della differenza di religione, essendo loro di fede cattolica e non ortodossa, e quindi faticano ad integrarsi. La Russia nel 1742 aveva bandito gli ebrei che erano sempre stati visti come un gruppo alieno. Un decreto del 3 gennaio 1792, formalmente detto "barriere all'insediamento", che permette agli ebrei di risiedere solamente nella parte occidentale dell'impero, sarà la causa delle discriminazioni anti-ebraiche che avverranno in seguito.
Allo stesso tempo la Russia abolisce l'autonomia dell'Ucraina ad est del Dnepr, nei territori del Baltico ed in varie aree di stanziamento dei cosacchi. Con questa enfasi di un'amministrazione uniforme dell'impero Caterina precorre la politica di russificazione che verrà perseguita dagli zar successivi.

## La riforma legislativa

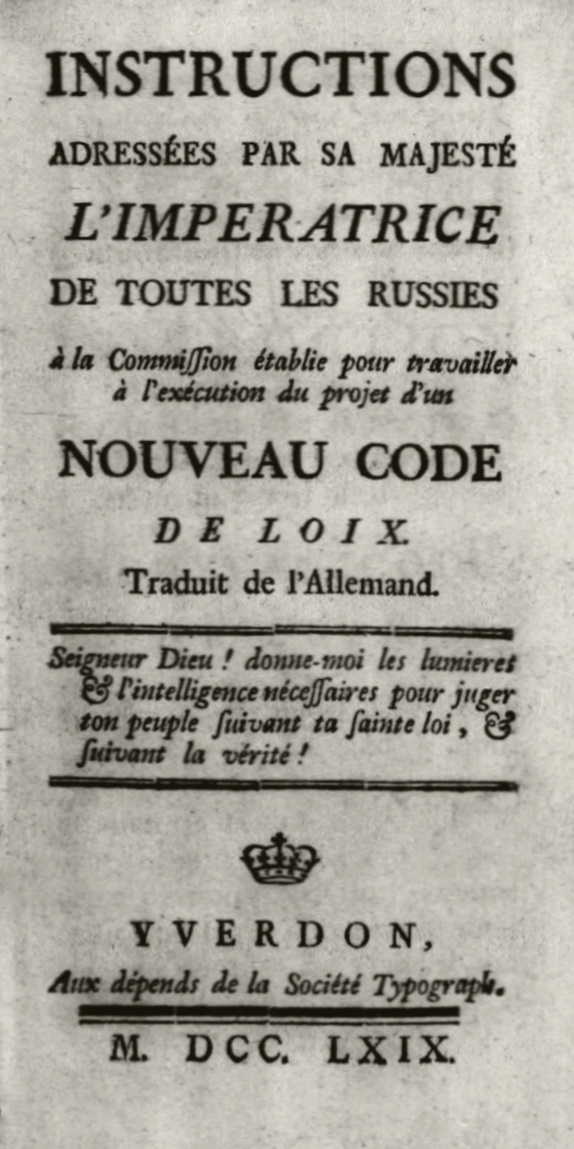
Istruzioni dell'imperatrice Caterina II alla commissione chiamata ad elaborare il nuovo codice di leggi

Gli storici hanno a lungo dibattuto sulla sincerità di Caterina come monarca illuminato: malgrado la sua amicizia con Voltaire, Diderot e d'Alambert, molti di essi dubitano che essa credesse veramente in un governo che avesse come obiettivo lo sviluppo delle risorse dell'impero e rendesse l'amministrazione realmente efficiente. All'inizio Caterina tenta di razionalizzare le procedure di governo attraverso la legge. Nel 1767 crea una commissione, di 573 membri, delegati di tutti gli ordini della società, come nobili, cittadini e altri rappresentanti, con lo scopo di codificare le leggi russe. Benché la commissione non giunga a formulare un nuovo codice legislativo — a causa dell'arretratezza delle istituzioni e in specie del sistema giudiziario — le istruzioni alla commissione di Caterina introducono in Russia elementi di analisi del diritto di chiara matrice occidentale.

## La riorganizzazione territoriale
Durante la guerra contro l'Impero ottomano  del 1768-1774, la Russia sperimentò una grande sollevazione interna, la rivolta di Pugačëv. Nel 1773 un cosacco del Don Emel'jan Pugačëv si nominò  zar col nome di Pietro III. Altri cosacchi, varie tribù turche che mal accettavano l'ingerenza dello stato centralizzato, lavoratori delle industrie degli Urali e contadini desiderosi di liberarsi della servitù (si tenga conto che in Russia la servitù della gleba, ossia il vincolo dei contadini alla terra, verrà abolita solo nel XIX secolo) si unirono alla ribellione. La congiuntura bellica permetteva Pugačëv di assumere il controllo di parte della regione del Volga ma nel 1774 l'esercito regolare sconfisse definitivamente i ribelli.
La ribellione di Pugačëv aumentò la determinazione di Caterina di riorganizzare l'amministrazione locale. Nel 1775 ella divise la Russia in province e distretti basandosi sui censimenti della popolazione. Ciascuna provincia possedette un suo ampio apparato amministrativo, di polizia e giudiziario. Molti nobili, che in accordo con le leggi emanate da Pietro I non potevano servire per troppo tempo nell'amministrazione centrale, ricevettero significativi incarichi nell'amministrazione provinciale.
Caterina tentò anche di strutturare la società in gruppi sociali ben definiti. Nel 1785 pubblicò le patenti per i nobili ed i cittadini. Le patenti di nobiltà confermavano i privilegi nobiliari.
Le "patenti delle città" risultano complesse ed in ultima analisi meno valide di quelle della nobiltà. Il fallimento della pubblicazione di patenti simili per i contadini o la rinuncia al miglioramento delle loro condizioni di servaggio lasciano, agli occhi di molti, incomplete  le riforme sociali di Caterina.

## L'ammodernamento dell'impero
L'unico settore nel quale l'ispirazione illuministica influì sull'opera di Caterina II fu quello dell'educazione e dell'assistenza sanitaria: case di educazione furono istituite a Mosca e a Pietroburgo, mentre nei capoluoghi furono aperte scuole anche per gli adulti, si costruirono nuovi ospedali e le città furono obbligate a provvedersi di medici e di farmacie.
Anche l'occidentalizzazione dell'élite intellettuale prosegue. Aumenta il numero di libri e giornali pubblicati  portando così alla luce il dibattito intellettuale e la critica sociale. Nel 1790 Aleksandr Nikolaevič Radiščev pubblica il suo Viaggio da San Pietroburgo a Mosca, un feroce attacco al servaggio ed all'autocrazia. Caterina, spaventata dagli eventi della rivoluzione francese, fa arrestare Radiščev e lo fa deportare in Siberia. Radiščev in seguito sarà riconosciuto come padre del radicalismo russo.
Caterina porta a compimento molti degli indirizzi di Pietro il Grande e pone le basi per l'impero del XIX secolo. La Russia diventa una potenza in grado di competere con i suoi confinanti europei sia in campo militare che politico-diplomatico. L'élite culturale russa diventa più simile alle élite dell'Europa centrale ed occidentale. L'organizzazione della società ed il sistema di governo dal sistema centralizzato di Pietro I al decentramento provinciale di Caterina, rimane sostanzialmente inalterato fino all'abolizione della servitù della gleba nel 1861 e sotto certi aspetti fino alla caduta della monarchia nel 1917. Sotto la spinta di Caterina la Russia si spinge a sud fino ad includere Odessa sul Mar Nero fornendo le basi per il commercio di grano nel XIX secolo.

## I limiti del regno di Caterina
Malgrado tutto, l'impero che Pietro I e Caterina II  costruiscono rimane minato da profondi problemi. Una piccola élite fortemente occidentalizzata, aliena alle masse contadine che costituiscono la maggioranza della popolazione, promuove questioni circa la vera natura della Russia, della sua storia e della sua identità. La Russia raggiunge la sua posizione militare nell'Europa basandosi sulla coercizione e su un'economia che ha ancora la sua base nella servitù della gleba. Benché lo sviluppo economico sia parzialmente sufficiente per le necessità del XVIII secolo esso rimane non adeguato per permettere una rivoluzione industriale come avviene nell'occidente europeo.
Caterina cerca di organizzare la società russa in una struttura corporativa in opposizione a quegli ideali, che saranno poi tipici della Rivoluzione francese, di libertà individuale e diritti del cittadino. Gli ampliamenti territoriali e l'inglobamento di un sempre crescente numero di non russi all'interno dell'impero getta le basi per i futuri problemi del nazionalismo. In conclusione la primaria questione della servitù della gleba e dell'autocrazia basata sulla morale fanno presagire il conflitto tra stato e intellighenzia che diventerà dominante nel corso del XIX secolo.
Oltre alla grande varietà di nazionalità la Russia ospita anche una grande varietà di fedi religiose, spesso su base etnica. La popolazione comprende finlandesi, tedeschi, estoni e lettoni di fede luterana; lituani, polacchi e lettoni di fede cattolica; bielorussi e ucraini ortodossi e uniati, popolazioni dell'est e del sud di fede islamica; greci e georgiani di rito greco-ortodosso e membri della chiesa apostolica armena oltre le numerose comunità ebraiche presenti soprattutto in Polonia e Ucraina.
Alle riforme di governo fa riscontro la nascita della polizia segreta e della censura che diventano il principale strumento nelle mani della nobiltà per mantenere inalterati i rapporti di potere all'interno della Russia. Dopo 32 anni di regno Caterina muore nel 1796.